# 참모장위원회
참모장위원회(Chiefs of Staff Committee; CSC)
는 영국군 각 군의 최선임자들로 이루어진 위원회로, 군사활동의 준비와 실행에 관해 정부내각에 자문하는 역할을 한다.
위원장은 전군 최선임자인 국방참모총장이고, 국방참모차장이 2인자이자 위원장대리 역을 맡는다. 해군의 제1해군경, 육군의 총참모장, 공군의 공군참모총장이 위원으로 배석한다.

## 현재 위원회 구성
| 직함                                               | 성명                   | 취임       | 군종      |
| -------------------------------------------------- | ---------------------- | ---------- | --------- |
| 국방참모총장 (위원장) Chief of the Defence Staff   | 대장 닉 카터           | 2018년 6월 | 영국 육군 |
| 국방참모차장 Vice-Chief of the Defence Staff       | 제독 티모시 프레서     | 2019년 5월 | 왕립해군  |
| 제1해군경 First Sea Lord                           | 제독 토니 라다킨       | 2019년 6월 | 왕립해군  |
| 총참모장 Chief of the General Staff                | 대장 마크 칼튼 스미스  | 2018년 6월 | 영국 육군 |
| 공군참모총장 Chief of the Air Staff                | 공군대장 마이크 윅스턴 | 2019년 7월 | 왕립공군  |
| 합동군사령부사령관 Commander, Joint Forces Command | 대장 패트릭 샌더스     | 2019년 5월 | 영국 육군 |